# T-Mobile US
T-Mobile US – amerykańskie przedsiębiorstwo telekomunikacyjne z siedzibą w Bellevue. Jego największym udziałowcem jest Deutsche Telekom, który od sierpnia 2022, posiada 48,4% akcji zwykłych.
Według raportu za drugi kwartał 2022 r. przedsiębiorstwo posiadało 110,023 mln użytkowników w Stanach Zjednoczonych.